# The Great Masterpiece
Als The Great Masterpiece (Das große Meisterwerk) wurde eine großformatige Mosaik-Replik von Leonardo da Vincis Darstellung des letzten Abendmahls bekannt.

## Das Mosaik
Das Mosaik misst 719 × 367 cm und ist somit gegenüber dem Original (904 × 422 cm) um etwa 20 % verkleinert. Es besteht aus über 300.000 Glasmosaiksteinchen in mehr als 10.000 verschiedenen Färbungen, die auf 10 Trägerplatten mit einem Gewicht von jeweils über 225 kg aufgebracht sind.

## Entstehung und Geschichte in Deutschland
Der deutsche Maler Robert Richter (1860–1941) fertigte während eines Aufenthalts in Mailand 1930/31 über einen Zeitraum von anderthalb Jahren eine detailgetreue, nahezu originalgroße Kopie von Leonardo da Vincis Abendmahl an. Bei der anschließenden Präsentation in Berlin fand das Werk großen Anklang und wurde auf Betreiben von Wilhelm Waetzoldt, Generaldirektor der Staatlichen Museen zu Berlin, als Vorlage für ein Mosaik verwendet. Die Anfertigung dieses Mosaiks erfolgte als öffentlich finanzierte Notstandsarbeit durch das von der Weltwirtschaftskrise schwer getroffene Unternehmen Puhl & Wagner unter Aufsicht und Mitwirkung Robert Richters.
Das fertiggestellte Mosaik war ab 1932 im Pergamonmuseum ausgestellt, wobei für Interessenten ausdrücklich auch die Möglichkeit des Kaufs bestand. Nach Waetzoldts Amtsenthebung durch die Nationalsozialisten 1933 wurde das Mosaik aus dem Museum entfernt und an die Herstellerfirma zurückgegeben, die es zerlegte und einlagerte.

## Publikumsattraktion in den USA
Nach dem Zweiten Weltkrieg gelangte das Mosaik in die USA. Den Darstellungen der späteren Besitzer zufolge war es im Rahmen der Berliner Luftbrücke aus der Stadt gebracht worden, damit es nicht den Sowjets in die Hände fallen konnte. Dabei handelt es sich jedoch um eine zu Werbezwecken erdachte Fiktion, da das Mosaik letztlich nichts weiter als eine mit großem Aufwand angefertigte Kunstkopie darstellte, die weder berühmt noch wertvoll genug war, um besondere Aufmerksamkeit von offizieller Seite zu erhalten. Dass die Besitzer auch angaben, das Mosaik sei während des Dritten Reiches in einem Keller verborgen gewesen, um es dem Zugriff der Nazis zu entziehen, obwohl es dafür keinerlei Anlass gegeben hätte – weder wurden die Werke Leonardo da Vincis missbilligt noch besaß das Mosaik als Kunstwerk einen Wert, der die Gefahr der Beschlagnahme mit sich brachte –, stützt die Feststellung, dass die Schilderungen der später entstandenen Werbebroschüren und Pressetexte nicht vertrauenswürdig sind.
Tatsächlich wurde das Mosaik 1949 von der Herstellerfirma ohne jegliche konspirative Aktivitäten in die USA gebracht, da es im selben Jahr Teil einer von der US-Regierung geförderten deutschen Ausstellung im Rockefeller Center in New York war. Im folgenden Jahr wurde das Werk, das nicht wieder nach Deutschland zurückgebracht worden war, auf dem United States International Trade Fair in Chicago gezeigt und zum Kauf angeboten.
Es wurde von Ken Curtis aus Polk County in Florida erworben, der es nach Lake Wales in seiner Heimatregion brachte. Hier ließ er als Touristenattraktion einen Park anlegen, dessen Mittelpunkt das Mosaik bildete. Es befand sich unter freiem Himmel in einem zur Schauseite hin offenen Pavillon; zu festgelegten Zeiten erläuterte ein Tonbandkommentar die religiöse und künstlerische Bedeutung des Werkes. Ferner umfasste die Anlage ein kleines Museum mit Repliken von Leonardo da Vincis Kunstwerken sowie Miniaturmodellen seiner Erfindungen, eine Parkeisenbahn, einen mit Nationalflaggen gestalteten Platz sowie einen Alligatorenteich. Das Mosaik wurde nunmehr werbewirksam als The Great Masterpiece bezeichnet, und der am 15. April 1952 - Leonardo da Vincis 500. Geburtstag - eröffnete Park trug diesen Namen gleichfalls.
Während The Great Masterpiece, versehen mit einer dramatischen und weitgehend fiktiven Hintergrundgeschichte, über Jahre als bedeutende Sehenswürdigkeit Floridas galt, zeigte sich ab Ende der 1950er Jahre auch, dass die Zugkraft des Mosaiks alleine auf Dauer nicht ausreichen würde. So kamen weitere Attraktionen hinzu; die ersten Ergänzungen, eine Glasbläserei und eine Mosaikwerkstatt, in denen vor den Augen der Besucher die kunsthandwerklichen Abläufe und Hintergründe demonstriert wurden, standen noch in Bezug zum zentralen Objekt des Parks. Im Verlaufe der 1960er Jahre jedoch, als sich der Publikumsgeschmack zunehmend wandelte, richteten sich die Erweiterungen immer stärker am Repertoire anderer Freizeitparks aus. Zu Beginn der 1970er Jahre erfolgte die Umbenennung des Parks in Masterpiece Gardens.
Wie andere ältere, kleinere Attraktionen Floridas konnten auch die Masterpiece Gardens der Konkurrenz und den veränderten Erwartungshaltungen des Publikums nach der Eröffnung von Walt Disney World 1971 nicht standhalten. 1978 verkaufte Ken Curtis die Masterpiece Gardens an die Vereinigung Assemblies of God, die hier ein Konferenzzentrum einrichtete. Das Mosaik blieb in Besitz von Curtis, der es demontierte und erneut einlagerte.

## Verbleib
1999 stiftete Ken Curtis das Mosaik der Bob Jones University in Greenville (South Carolina). Die Universität ließ das Werk restaurieren und an der Fassade ihres Gebäudes der schönen Künste anbringen, wo es sich bis heute befindet.